# Смола (фільм)
«Смола» (англ. Resin) — драматичний фільм американського режисера Владаміра Ґйорскі (псевдонім Стівена Собеля), знятий у 2001 році. Світова прем'єра стрічки відбулася 16 листопада 2001 року на Андеґраундовому кінофестивалі у Чикаго.

## Сюжет
В основі цього фільму лежить історія людини, яка стала однією з жертв контроверсійного закону штату Каліфорнія «Три вироки». Згідно з цим законом, судді повинні в обов'язковому порядку засудити до довічного ув'язнення кожного (герой фільму — 25-річний парубок Зік), кого втретє визнали винним у кримінальному злочині, при цьому два попередні злочини засудженого були насильницькими. Таким чином, правова система загрожує позбавити Зіка найціннішого: свободи та життя, — попри те, що вперше його засудили за ненасильницький злочин (торгівля наркотиками), а його другий вирок був винесений за вбивство через самооборону.

## У ролях
- Девід Альварадо — Зік
- Мія Келлі — Сіра
- Майкл Ґлейзер — Ґлейзер

## Нагороди
Загалом стрічка отримала 1 нагороду, зокрема:
- Андеґраундовий кінофестиваль у Чикаго (2001)
  - Приз глядацьких симпатій

Фільм здобув кілька фестивальних нагород, а також нагороду Digital Vanguard Award у Парк-Сіті та спеціальний приз на фестивалі Seoul Net у Кореї.

## Доступність
Фільм було важко знайти через низку проблем із правами, пов'язаних із саундтреком, у якому часто звучали відомі виконавці на тлі сцен, що суперечило правилу №2 Догми, яке стверджує, що весь звук має бути записаний на місці, де відбувається дія.

## Цікаві факти
- Фільм є двадцять третім, що був відзнятий у рамках руху «Догма 95»